# Eddy Gilmore
Eddy Gilmore (Selma, 28 de mayo de 1907 - 6 de octubre de 1967) fue un reportero estadounidense. Ganó el Premio Pulitzer de Reportajes Telegráficos - Internacional de 1947.

## Biografía
Nació en Selma, Alabama el 28 de mayo de 1907. 21 años después, en 1928, se graduó de la Universidad Carnegie Mellon, habiendo asistido previamente a la Universidad Washington y Lee. Al año siguiente, fue contratado por el Atlantic Journal, donde trabajaría hasta 1932. Ese año Gilmore se fue a trabajar para The Washington Daily News. Después de tres años, Associated Press lo contrató, y lo asignó a Washington D. C.. De 1942 a 1943, Gilmore fue jefe de operaciones de Associated Press en Rusia. Mientras estuvo allí, ganó un premio Pulitzer por una entrevista que realizó con Iósif Stalin.
Gilmore se enamoró de Tamara Kolb-Chernashova (una bailarina de ballet) mientras estaba allí y comenzó a intentar casarse con ella. La Unión Soviética se resistió al matrimonio y no fue hasta que Wendell Willkie intervino en su nombre que se les permitió casarse en 1950. Gilmore dejó Rusia en 1953 y pasó la mayor parte del resto de su carrera en Londres. Dentro de su trabajo periodístico cubrió los funerales de Winston Churchill y Iósif Stalin. Falleció de un infarto el 6 de octubre de 1967. La película Never Let Me Go está basada en el romance de Gilmore con Tamara Kolb-Chernashova.